# Ryukin
Le Ryukin est parmi les plus anciennes variétés de poissons rouges.

## Description
Le ryukin présente une tête en forme de pointe, une bosse très prononcée sur le dos à l'inverse de la région ventrale, très arrondie. Ses coloris se déclinent en blanc, rouge et blanc, calicot et rouge foncé. La façon dont le ryukin nage avec sa longue queue qui semble couler est jugée élégante, ce qui en fait un poisson d'ornement très apprécié. 

Comme la majorité des poissons rouges fantaisie, la longueur adulte peut dépasser les 20 cm. Les nageoires du ryukin peuvent être courtes ou longues : la variété à longue queue et légèrement frangée s'appelle « Fringetail » (queue frangée). La nageoire caudale peut être quadruple, deux lobes d'une double queue, généralement elle représente deux fois la longueur du corps quand le poisson est adulte. La nageoire dorsale est haute, effet qui se trouve rehaussé par la bosse du dos.

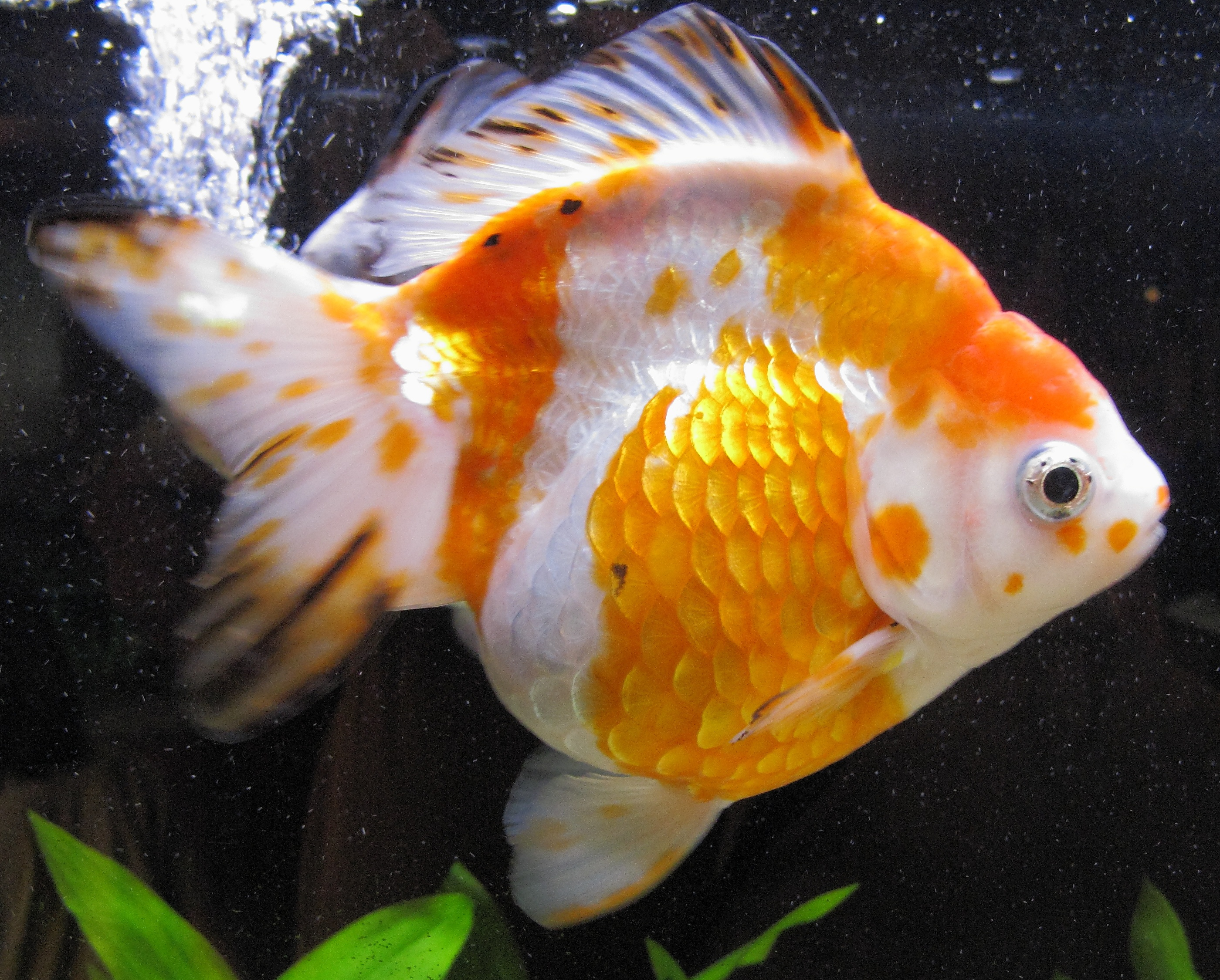
Ryukin orange et blanc avec des taches noires.

## Historique

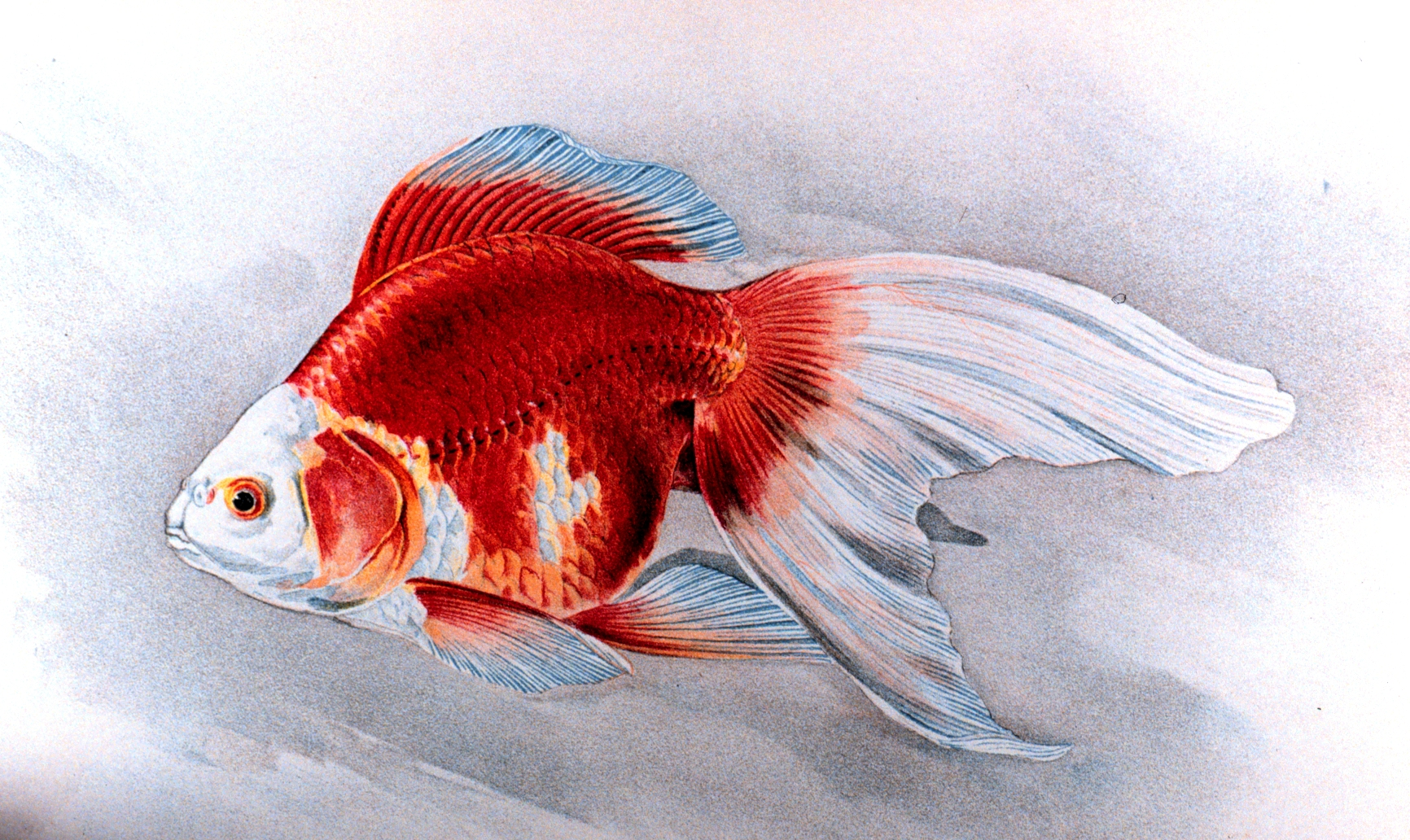
Poisson rouge Ryukin, plaque XIX : Le poisson rouge et Leur Culture au Japon, par Shinnosuke Matsubara.

La création et les sélections stabilisées du ryukin datent de la fin du XVIIIe siècle en Chine. Son nom à consonance japonaise est donc trompeur. La littérature japonaise précoce se réfère au ryukin comme onaga (longtail) ou encore le poisson rouge de Nagasaki.